# 아우크스부르크 화의

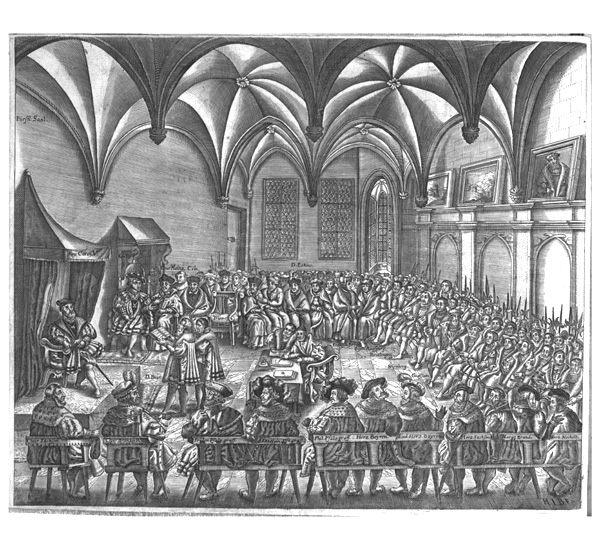
1555년 아우쿠스부르크 화의

아우크스부르크 화의 (한문: Augsburg 和議, 영어: The Peace of Augsburg, Augsburg Settlement, 독일어: Augsburger Religionsfrieden, 프랑스어: Paix d'Augsbourg)는 1555년 아우크스부르크 국회에서 맺어진, 카를 5세와 프로테스탄트 제후간의 강화이다. 이는 로마 가톨릭교회와 개신교 간의 갈등을 일시적으로 봉합한 것이다. 각 지방의 군주(제후)가 종교를 자유롭게 선택할 수 있는 권리는 인정하였으나, 개인이 종교를 자유롭게 선택할 수는 없고 지방의 군주(제후)의 선택에 따라야만 했으며, 루터교 외에 칼뱅파는 제외되었다.

## 배경
마르틴 루터의 종교개혁 이후 기독교의 분열과 갈등은 온 유럽을 불태우고 있었다. 로마 가톨릭교회는 여기 저기서 개신교인들을 이단으로 지목하고 고문하고 화형시켰다. 종교 개혁은 독일은 물론 영국·프랑스·스위스·네덜란드 등 전 유럽으로 확산됐다. 루터는 그 결실을 보지 못하고 1546년 63세의 나이로 고향 아이슬레벤에서 눈을 감았다. 하지만 그의 주장은 교황 지배에 반발하던 제후들을 결속시켰고, 마침내 아우크스부르크 화의를 이끌어내 종교의 자유를 얻게 되었다. 한 나라의 종교는 황제가 아니라 각지의 제후가 결정한다는 화의가 성립했다. 대신 신민에게는 자신의 종교가 허용되는 지역으로 이주할 수 있는 권리가 주어졌다. 이 화의를 통해 최초로 개신교는 정식으로 신앙의 자유를 인정받았다.

## 개요
루터파로 인해 제국이 분열되는 것을 원하지 않았던 카를 5세 황제는 루터가 죽던 해인 1546년 루터파에 가담한 제후들을 치기 위해 거병하였다. 당시 모든 정치적인 문제는 종교적 문제와 분리되지 않았다. 1547년 뮐베르크 전투에서 황제 군이 대승함으로써 루터파 제후들로 이루어진 슈말칼텐 연맹은 궤멸되었다. 이 전쟁에서 작센의 모리츠는 사촌 요한 필립이 가지고 있던 작센 선제후 자격을 빼앗아 갖는 것 등의 막대한 정치적 이익을 약속 받고 황제편에서 큰 공을 세웠다.
하지만 종교적 단일화를 통해 제국의 정치적 안정을 꾀한 카를 5세 황제의 목표는 결국 이루어질 수 없었다. 프로테스탄트는 정치적으로 와해되었지만 마그데부르크와 북부의 몇몇 소제후들은 여전히 항쟁을 계속하였다. 1551년 작센의 모리츠는 카를 5세 편에 서서 루터파 도시 마그데부르크를 점령하였다. 하지만 황제에게서 실망을 느끼고 있던 모리츠는 황제에게 등을 돌려 브란덴부르크 선제후와 팔츠 백 및 부르템베르크 공과 손을 잡고 황제를 공격하였다.
모리츠에게 붙잡히는 것을 모면한 황제 카를 5세는 오스트리아로 도망을 쳐야 했다. 1552년 8월 2일 파사우 조약으로 전쟁이 끝났다. 하지만 종교적 문제에 대한 보다 진전된 해결은 3년 뒤인 1555년 아우크스부르크에서의 제국 회의로 넘겨졌다. 황제 카를 5세는 동생인 페르디난드에게 처리권을 넘겼다. 황제 측과 프로테스탄트 제후들은 종교 화의를 맺었다. 아우크스부르크 신앙고백을 가진 루터파 프로테스탄트 교회가 인정되고, '영주민은 영주의 종교를 따른다'(라틴어: Cujus regio, ejus religio)는 원칙이 결정되었다. 그러나 지배자의 종교에 따르고자 하지 않는 사람들에게는 이주의 자유와 적당한 시가에 따른 재산의 처분이 인정되었다. 제국의 자유도시에서는 양파의 공존이 인정되었다.

## 영향
루터의 프로테스탄트 교회는 일단 공식적으로 인정을 받게 되었고, 개신교와 로마 가톨릭교회의 싸움은 끝났지만 이것은 어디까지나 지방 영주제(領主制)의 승리로, 개인에 대한 종교적 관용이 이루어진 것은 아니었다. 하나의 신앙으로 제국을 통일하려던 카를 5세는 정책을 포기한채 은퇴를 고려하게 되었으며, 지방 영주들이 세속권력만이 아니라 종교권력까지 갖게 됨으로써 황제에 대항할 동기가 감소되었고 명분이 사라졌다.
인정받지 못한 칼뱅파와 영주의 신앙을 강제로 따라야 하는 지역민들은 불만스러워했고 저항도 지속되었다. 루터파에게 양보를 했다고는 하지만 기존의 제후가 개신교로 개종할 경우에 공직과 영지를 반납해야 했기 때문에 실질적으로 개종을 차단함으로써 결국 황제는 가톨릭을 후원함을 분명히 했다는 점도 불만 요소였다. ‘교회의 수호자’ 자청해온 신성로마 황제와 소수의 가톨릭 제후들이 이미 주민의 다수가 개신교도로 바뀌어 버린 제국을 통치해야한다는 정치적인 난문제를 근본적으로 해결하지는 못했다. 칼뱅파 신앙이 공인을 받게 된 것은 30년전쟁이 종료된 베스트팔렌조약(1648)에 의해서였다.

## 참고 자료
- Nicollier Béatrice, Le Saint Empire romain germanique (1495-1648), Paris, Ellipses, 2012
- Lebrun François, L'Europe et le monde, XVIème-XVIIIème siècle, Paris, Armand Colin, 2002 이 문서에는 다음커뮤니케이션(현 카카오)에서 GFDL 또는 CC-SA 라이선스로 배포한 글로벌 세계대백과사전의 내용을 기초로 작성된 글이 포함되어 있습니다.